# Democratic Party of Namibia
Die Democratic Party of Namibia (DPN) ist eine politische Partei in Namibia. Sie wurde 2008 in Keetmanshoop gegründet. Sie galt bei Gründung als ethnische Partei der Nama. Parteivorsitzender ist Adam Isaak.
Die Partei trat erstmals 2009 zur Wahl um die Nationalversammlung an und stellte einen Präsidentschaftskandidaten. Mit Stand März 2022 ist sie nicht mehr bei der Namibischen Wahlkommission (ECN) als Partei zugelassen.

## Wahlergebnisse

### Parlament
| Parlamentswahl | Stimmenanteile | Sitze |
| -------------- | -------------- | ----- |
| 2014           | 0,13 %         | –     |
| 2009           | 0,24 %         | –     |

### Präsident
| Präsidentschaftswahl | Kandidat             | Stimmen | Stimmenanteil |
| -------------------- | -------------------- | ------- | ------------- |
| 2009                 | Salomon David Isaacs | 1859    | 0,23 %        |

### Kommunen
| Kommunalwahl | Sitze |
| ------------ | ----- |
| 2020         |       |
| 2015         |       |
| 2010         | 2/330 |